# Christmas Tales
Christmas Tales è il quarto album in studio del cantante bielorusso-norvegese Alexander Rybak, pubblicato nel 2012. Si tratta del suo primo disco natalizio.

## Tracce
1. The Christmas Song – 3:59
2. Winter Wonderland – 3:37
3. Let It Snow – 2:16
4. Have Yourself a Merry Little Christmas – 3:46
5. Tell Me When – 4:28
6. Santa Claus Is Coming To Town – 2:38
7. Baby It's Cold Outside – 2:57
8. Rudolph the Red-Nosed Reindeer – 2:48
9. Presents – 3:44
10. Silver Bells – 3:29
11. I'll Be Home For Christmas – 4:51
12. Silent Night – 4:11